# Shin Megami Tensei: Devil Survivor
Shin Megami Tensei: Devil Survivor, i Japan känt som Megami Ibunroku Devil Survivor (女神異聞録デビルサバイバー Megami Ibunroku Debiru Sabaibā?, "Den alternativa berättelsen om gudinnan: Djävulsöverlevande"), är ett turordningsbaserat strategi-datorrollspel som utvecklades av Atlus till Nintendo DS. Det släpptes i Japan den 15 januari 2009, och i Nordamerika den 23 juni samma år.

## Shin Megami Tensei: Devil Survivor Overclocked
Shin Megami Tensei: Devil Survivor Overclocked (デビルサバイバー オーバークロック Debiru Sabaibā Ōbākurokku?), en version med utökat innehåll, röstskådespelad dialog och uppdaterad grafik, släpptes till Nintendo 3DS i Japan den 1 september 2011, i Nordamerika den 3 augusti samma år, och i Europa den 29 mars 2013.